# Vojvoda Stepa, Nova Crnja
Vojvoda Stepa (izvirno srbsko Војвода Степа) je naselje v Srbiji, ki upravno spada pod Občino Nova Crnja; slednja pa je del Srednjebanatskega upravnega okraja. Ime nosi po srbskemu vojvodi Stepanu - Stepi Stepanoviću (1856–1929).

## Demografija
V naselju živi 1366 polnoletnih prebivalcev, pri čemer je njihova povprečna starost 41,8 let (41,1 pri moških in 42,5 pri ženskah). Naselje ima 623 gospodinjstev, pri čemer je povprečno število članov na gospodinjstvo 2,76.
To naselje je, glede na rezultate popisa iz leta 2002, večinoma srbsko, v času zadnjih treh popisov pa je opazno zmanjšanje števila prebivalcev.
|  |

| Demografija | Demografija     | Demografija     |
| Leto        | Št. prebivalcev | Št. prebivalcev |
| ----------- | --------------- | --------------- |
|             |                 |                 |
|             |                 |                 |
|             |                 |                 |
|             |                 |                 |
| 1948        | 2.832           |                 |
| 1953        | 3.076           |                 |
| 1961        | 2.857           |                 |
| 1971        | 2.518           |                 |
| 1981        | 2.032           |                 |
| 1991        | 1.827           | 1.812           |
| 2002        | 1.760           | 1.720           |
|             |                 |                 |

| Etnična sestava po popisu iz leta 2002 | Etnična sestava po popisu iz leta 2002 | Etnična sestava po popisu iz leta 2002 | Etnična sestava po popisu iz leta 2002 | Etnična sestava po popisu iz leta 2002 |
| -------------------------------------- | -------------------------------------- | -------------------------------------- | -------------------------------------- | -------------------------------------- |
| Srbi                                   | Srbi                                   |                                        | 1.584                                  | 92,09%                                 |
| Črnogorci                              | Črnogorci                              |                                        | 41                                     | 2,38%                                  |
| Romi                                   | Romi                                   |                                        | 32                                     | 1,86%                                  |
| Jugoslovani                            | Jugoslovani                            |                                        | 12                                     | 0,69%                                  |
| Hrvati                                 | Hrvati                                 |                                        | 11                                     | 0,63%                                  |
| Madžari                                | Madžari                                |                                        | 6                                      | 0,34%                                  |
| Muslimani                              | Muslimani                              |                                        | 4                                      | 0,23%                                  |
| Ukrajinci                              | Ukrajinci                              |                                        | 2                                      | 0,11%                                  |
| Slovaki                                | Slovaki                                |                                        | 2                                      | 0,11%                                  |
| Bošnjaki                               | Bošnjaki                               |                                        | 2                                      | 0,11%                                  |
| Rusi                                   | Rusi                                   |                                        | 1                                      | 0,05%                                  |
| Nemci                                  | Nemci                                  |                                        | 1                                      | 0,05%                                  |
| Makedonci                              | Makedonci                              |                                        | 1                                      | 0,05%                                  |
| Bolgari                                | Bolgari                                |                                        | 1                                      | 0,05%                                  |
| Neznano                                | Neznano                                |                                        | 2                                      | 0,11%                                  |